# Галанов, Цырен Раднаевич

Цыре́н Радна́евич Гала́нов (бур.  Галанов Раднаагай Сэрэн; 1932—2009) — российский бурятский писатель и поэт, Народный писатель Бурятии, Заслуженный работник культуры Российской Федерации (1995).

## Биография
Цырен Галанов родился в улусе Ушхайта Кижингинского района Бурят-Монгольской АССР в семье лесничего.
Стихи начал сочинять в школьные годы. Первое его стихотворение было опубликовано в сборнике «Молодые голоса», когда ему было 14 лет. В 1953 году Цырен Галанов поступает в Литературный институт им. М. Горького, который окончил в 1958 году.
Вернувшись на родину работал литературным редактором Бурятского радио и телевидения (1958—1974), литературным консультантом Союза писателей Бурятии (1974—1995), заместителем главного редактора журнала «Байкал» (1995—2001).

## Творчество
Первой книгой Галанова был сборник рассказов «Сын отца», которая была издана в 1957 году. В 1960 году выходит второй сборник рассказов «Дорога».
Затем вышли в свет его повести «Рэгзэма», «Вечная весна», «Дулмадай», «Хозяин тайги», «Северомуйская легенда», «Время созревания брусники». Всего Цыреном Галановым выпущено 16 книг, в том числе роман «Мать-лебедица» (1975).
Из этих книг изданы на русском языке: «Первый снег», «Память сердца» — в Москве, «Сын отца», «Время созревания брусники» — в Улан-Удэ.
Цырен Галанов также написал несколько драматургических произведений. В Бурятском государственном академическом театре драмы им. Хоца Намсараева поставлены спектакли по его пьесам «Жаргал» (Счастье) (1966—1967), «Намарай гурбан үдэр» (Три осенних дня) (1968—1969). Перу писателя принадлежит пьеса «Гэсэрэй hэлмэ» (Меч Гэсэра).
Член Союза писателей СССР с 1961 года.

## Награды и звания
- Заслуженный работник культуры Российской Федерации (5 августа 1995 года) — за заслуги в области культуры и многолетнюю добросовестную работу[1]
- Народный писатель Бурятии
- Лауреат Государственной премии Бурятии в области литературы и искусства за книгу повестей «Время созревания брусники» (1992)
- Лауреат республиканской литературной премии им. Исая Калашникова за книгу "Мүнхэ зула[2]

## Память
- На стене дома, в котором жил писатель, установлена мемориальная доска[3].